# Clinical Proteomics
Clinical Proteomicses unarevista médicade acceso abiertorevisadapor pares publicada porBioMed Central.Cubre la investigación científica en el campo de laproteómica traslacional con énfasis en la aplicación de la tecnología proteómica a todos los aspectos de la investigación clínica.Se estableció en marzo de 2004 y eleditor en jefees Daniel W. Chan (Escuela de Medicina de Johns Hopkins).

## Alcance
La revista publica artículos sobre una variedad de temas que incluyen: Recolección y manejo de muestras clínicas para preservarproteínas, nueva tecnología, que incluyematrices de proteínas,espectrometría de masas, dispositivos microanalíticos,nanotecnologíaybiosensores parabioensayosclínicos basados en proteínasy ensayos dequímicaclínica ,herramientasbioinformáticasincluyendoreconocimiento de patrones,inteligencia artificial yalgoritmosde aprendizaje por computadora.

## Resumen e indexación
La revista está resumida e indexada en las bases dedatos EBSCO,AGRICOLA,Chemical Abstracts ServiceyEMBASE.

## Métricas de revista
2022
- Web of Science Group : 3.988
- Índice h de Google Scholar: 36
- Scopus: 4.817

En  Google Académico (2023) clasifica a la revista en el decimoquinto lugar en la categoría "Proteómica, péptidos y aminoácidos"  con un índice h5 de 27.